# NGC 509
NGC 509 es una galaxia espiral barrada de la constelación de Piscis. 
Fue descubierta el 1 de octubre de 1864 por el astrónomo Albert Marth.